# Jiří Dienstbier junior
Jiří Dienstbier junior (en tchèque, Jiří Dienstbier mladší ; né le 27 mai 1969 à Washington aux États-Unis) est un avocat et homme politique tchèque.

## Pendant la révolution de Velours
En 1989, Jiří Dienstbier (étudiant à l'époque) est l'un des fondateurs du mouvement STUHA, qui a participé à l'organisation de la manifestation des étudiants le 17 novembre 1989, dont la répression par la police déclenche la révolution de Velours.
Il est élu député de la république tchécoslovaque, alors qu'il est toujours étudiant, sur la liste des candidats du Forum civique en 1990.
Sénateur suppléant de la circonscription de Kladno, il succède à son père, l'ex-ministre des Affaires étrangères Jiří Dienstbier, au décès de celui-ci.
Candidat à la présidence de la République tchèque en janvier 2013, il n’obtient que 16,12 % de suffrages et, classé quatrième, n’est pas présent au second tour. En 2014, il entre dans le gouvernement Sobotka comme ministre des Droits humains et de l'Égalité des chances.
En juin 2025, il quitte le Parti social-démocrate tchèque, en désaccord avec son rapprochement avec Stačilo ! (en), une alliance incluant le Parti communiste de Bohême et Moravie.

## Vie privée
Parmi les loisirs de Jiří Dienstbier figurent le football, la lecture, les voyages culturels, notamment dans les pays francophones Provence et en Toscane.
Supporter de longue date de l'équipe de football des Prague Bohemians 1905, il s'oppose à la privatisation de l'équipe et confonde le DFB (Association des supporters de Bohemians), qui devient l'un des propriétaires de l'équipe, lui-même accédant à la vice-présidence du conseil d'administration.
Jiří Dienstbier vit avec sa partenaire Jarka et ils ont un fils, Jiří.